# .458×2" American
O .458×2-inch American é um "cartucho wildcat" de estojo cinturado, "reto", no calibre .458" (11,6 mm), projetado por Frank C. Barnes. É baseado no .458 Winchester Magnum encurtado para 2 polegadas (50,8 mm).

## Visão geral
O .458×2-inch American foi projetado como um cartucho de grande porte de potência média por Frank C. Barnes para caça de animais norte-americanos de grande porte. Frank Barnes descobriu que o .458 Winchester Magnum e o .460 Weatherby Magnum muito poderosos para grandes animais norte-americanos e acreditava que um cartucho de menor potência seria suficiente para a tarefa.
O cartucho tem a potência necessária para abater todas as espécies de grandes animais da América do Norte. Também é adequado para animais perigosos africanos a curto alcance.

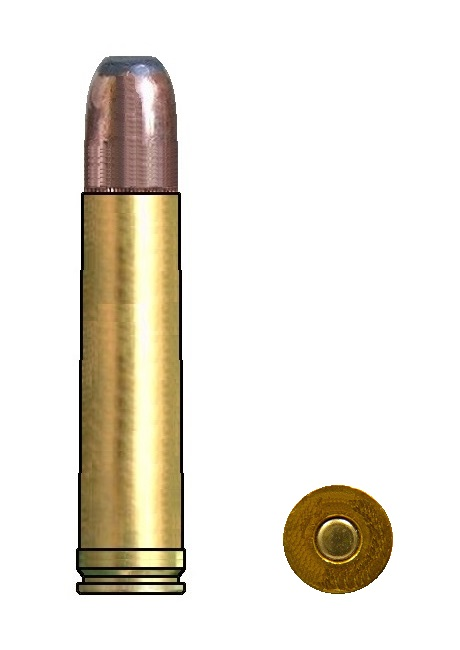
O cartucho .458×2-inch American.

## Projeto e cartuchos similares
O .450 Marlin e o .458×2-inch American são cartuchos muito semelhantes. Os cartuchos têm essencialmente o mesmo comprimento. No entanto, o .450 Marlin não cabe em câmaras para o .458×2-inch American, pois a cinta do .450 Marlin é consideravelmente mais larga. O .458×2-inch American não deve ser disparado em armas com câmara para o .450 Marlin, pois podem ocorrer falhas. Embora não seja intercambiável, o .458×2-inch American fará qualquer coisa que o .450 Marlin é capaz de realizar, e converter tal arma para o .450 Marlin é bastante simples.

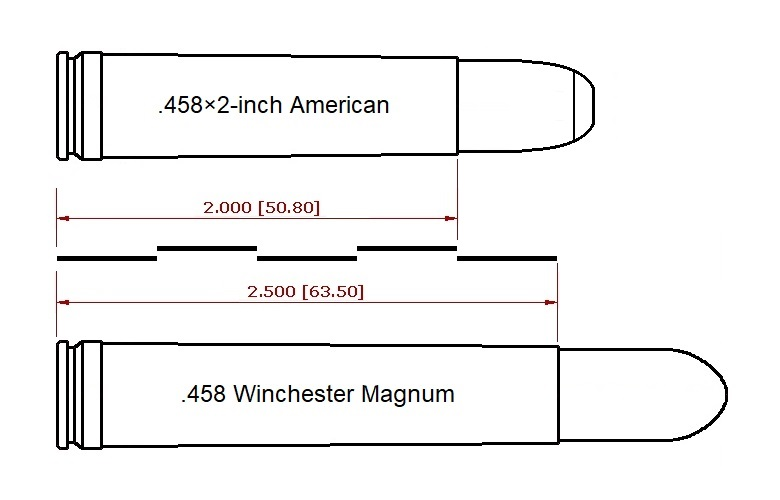
O cartucho .458×2-inch American comparado ao .458 Winchester Magnum.

O .458×2-inch American foi projetado para rifles por ação de ferrolho. O primeiro rifle com câmara para o cartucho foi um Remington Model 722 personalizado. O cartucho também pode ser usado com câmara para o rifle por ação de alavanca Winchester Model 94.
A munição pode ser feita a partir de estojos do .375 H&H Magnum e derivados dele, incluindo o .458 Winchester Magnum. Em termos de recarga manual, matrizes estão disponíveis pela "RCBS" e alargadores de câmara pela "H&M Tool Company".
O .458×2-inch American permaneceu como "cartucho wildcat", já que nenhuma arma ou munição foi oferecida de fábrica, nessa configuração.

## Dimensões

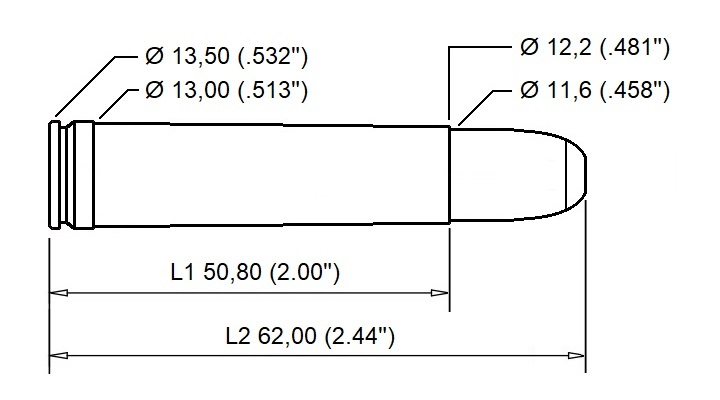